# コンクリートポンプ工法
コンクリートポンプ工法（コンクリートポンプこうほう）とは、コンクリートを打設する際にコンクリートポンプを使用し打設箇所まで圧送し、打設を行う工法のことである。

## 概要
1907年にドイツで発明され、日本には1948年に導入された。現在では、コンクリート打設では主流の工法となっている。コンクリートポンプとしては、車両にポンプや配管、ブーム等を架装したコンクリートポンプ車が用いられることが多い。